# Carlo Maria Franzero
Carlo Maria Franzero (Torino, 21 dicembre 1892 – Londra, 29 giugno 1986) è stato uno scrittore e giornalista italiano.

## Biografia
Carlo Maria Franzero studiò fino al 1915 nella sua città natale, Torino, dopodiché intraprese la carriera di giornalista. Agli inizi della seconda guerra mondiale, fuggì da Mussolini e dall'Italia, e trovò nell'Inghilterra la sua seconda patria. Qui lavorò dal 1941 al 1946 come giornalista per il Daily Telegraph. Dopo la fine della guerra rimase a Londra, dove nel 1950 intraprese l'attività di corrispondente estero per Il Tempo. Inoltre, scrisse libri su temi storici e letterari (per esempio, una biografia di Oscar Wilde ed un saggio sull'esilio del poeta Ugo Foscolo).
Divenne però famoso in Inghilterra per i suoi numerosi romanzi, ambientati soprattutto nell'Antica Roma, che trattavano sotto forma di biografie le vite di importanti figure storiche.
Alcuni protagonisti dei suoi romanzi sono, tra gli altri, Ponzio Pilato, l'ultimo re etrusco Tarquinio il Superbo, Nerone e Beau Brummell.
Franzero rappresentava i suoi personaggi in maniera spesso opposta a come venivano solitamente dipinti nella storia e nella letteratura: cosicché il suo Nerone, per esempio, diventa una figura più complessa, più tragica e dalla connotazione meno negativa rispetto alle tradizionali raffigurazioni.
Il romanzo che scrisse su Cleopatra VII fu l'ispirazione principale per la sceneggiatura del 1963 di Joseph L. Mankiewicz messa in scena nel film che vide Elizabeth Taylor interprete del ruolo principale: Cleopatra.
Franzero, conosciuto anche sotto lo pseudonimo di  Charles Marie Franzero, fu membro del PEN Club e dell'Ordine al merito della Repubblica Italiana.                                                                                                   

## Opere
- 1935: Roman Britain. Allen & Unwin.
- 1937: Oscar Wilde. Sansoni.
- 1941: Inside Italy. Hodder & Stoughton.
- 1941: The House of Mrs. Caroline. Howell & Soskin.
- 1945: Appassionata. Allen & Unwin
- 1948: The Memoirs of Pontius Pilate. Allen & Unwin.
- 1950: The Story of St. Peter's. W. H. Allen.
- 1956: Nerone (The Life and Times of Nero). Philosophical Library, prima ed. Winkler, München 1955.
- 1957: Cleopatra (The Life and Times of Cleopatra). Philosophical Library, prima ed. München 1957.
- 1958: The Life and Times of Beau Brummell. Redman.
- 1960: Ritratti e paesaggi inglesi. L'Elite de la Presse, Torino.
- 1961: Tarquinio l'etrusco (The Life and Times of Tarquin the Etruscan). Redman, prima ed. Winkler, München 1961.
- 1965: Baretti gentiluomo piemontese a Londra, Alberto Tallone Editore, Alpignano.
- 1968: Leonardo. Rizzoli Editore, Milano.
- 1969: Desideria. Edizioni TECA, Torino.
- 1971: Ugo Foscolo a Londra. Guanda.